# Посохова
Посохова — деревня в Тюменском районе Тюменской области России, входит в состав Московского муниципального образования.

## География
Деревня расположено в 24 километрах от Тюмени.
Около деревни находилась свалка бытовых отходов вывозимых из города Тюмени, закрыта в 2011 году. 

## Население
| 2002 | 2010 |
| ---- | ---- |
| 40   | ↘37  |

## Транспорт
Дороги с твердым покрытием, автобусное сообщение, остановка д. Посохова. На октябрь 2020 действовали автобусы маршрута 161.